# Ginnastica artistica al X Festival olimpico estivo della gioventù europea
Le competizioni di ginnastica artistica al X Festival olimpico estivo della gioventù europea si sono svolte dal 19 al 24 luglio 2009 a Tampere, in Finlandia

## Podi

### Ragazzi
| Evento                | Oro                | Argento           | Bronzo           |
| Concorso a squadre    | Russia             | Svizzera          | Romania          |
| Concorso individuale  | David Belyavskiy   | Andrei Muntean    | Igor Pakhomenko  |
| Corpo libero          | David Belyavskiy   | Andrei Muntean    | Pablo Brägger    |
| Cavallo con maniglie  | Sam Oldham         | Igor Pakhomenko   | Maksym Semyankiv |
| Anelli                | David Belyavskiy   | Mykyta Yermak     | Igor Pakhomenko  |
| Volteggio             | Tomas Thys         | Jim Zona          | Pablo Brägger    |
| Parallele simmetriche | Sam Oldham         | Thomas Neuteleers | Oliver Hegi      |
| Sbarra                | Maximillian Bennet | Velislav Valchev  | Oliver Hegi      |

### Ragazze
| Evento                 | Oro               | Argento                | Bronzo            |
| Concorso a squadre     | Russia            | Romania                | Paesi Bassi       |
| Concorso individuale   | Viktoria Komova   | Amelia Racea           | Celine van Gerner |
| Volteggio              | Amelia Racea      | Chahdi Naoual Ouazzani | Viktoria Komova   |
| Parallele asimmetriche | Viktoria Komova   | Amelia Racea           | Nicole Hibbert    |
| Trave                  | Amelia Racea      | Viktoria Komova        | Celine van Gerner |
| Corpo libero           | Violetta Malikova | Amelia Racea           | Raluca Haidu      |